# Vielleségure
Vielleségure é uma comuna francesa na região administrativa da Nova Aquitânia, no departamento dos Pirenéus Atlânticos. Estende-se por uma área de 14,08 km². Em 2010 a comuna tinha 385 habitantes (densidade: 27,3 hab./km²).